# Ibrahim Ferrer

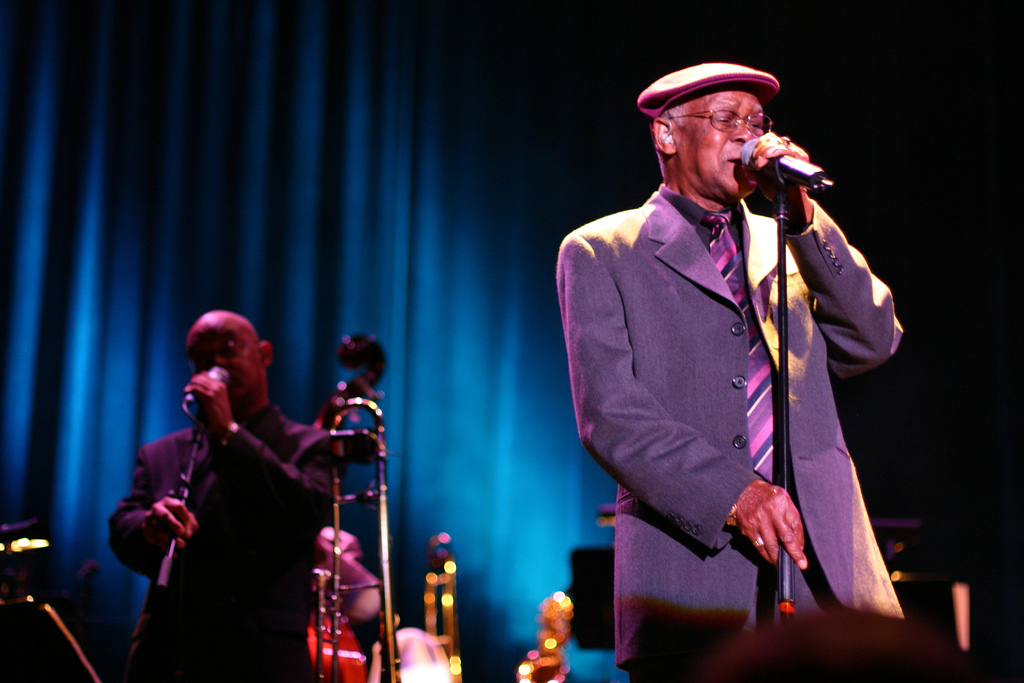
Ibrahim Ferrer (2004)

Ibrahim Ferrer Planas (* 20. Februar 1927 in San Luis bei Santiago de Cuba; † 6. August 2005 in Havanna) war ein kubanischer Musiker, der vor allem als Sänger bekannt wurde.

## Werdegang
Ferrer wurde am 20. Februar 1927 in dem kleinen Dorf San Luis bei Santiago de Cuba geboren. Er kam als uneheliches Kind zur Welt, seine Mutter hieß Aurelia Ferrer. Sie starb, als er zwölf war. Da sein Vater zu diesem Zeitpunkt ebenfalls schon tot war, musste er als Waise ohne Geschwister ab diesem Zeitpunkt selbst sein Geld verdienen. Neben Jobs als Schuhputzer und Zeitungsverkäufer arbeitete er auch als Straßenmusiker. Ein Jahr später gründete er mit seinem Cousin die Formation „Jóvenes del Son“.
In den folgenden Jahren spielte er in vielen Gruppen und wurde bald landesweit bekannt. Ab 1953 spielte er in Pacho Alonsos Orchester und zog mit diesem 1959 in die Hauptstadt Havanna. 1991 beendete er seine Karriere zunächst.
Erst 1996, als Ry Cooder ihn und andere kubanische Musiker wie Compay Segundo und Rubén González bat, mit ihm eine Platte aufzunehmen, widmete sich Ferrer wieder der Musik. Er berichtet, dass Juan de Marcos plötzlich vor seiner Tür stand, ihn dreckig wie er vom Schuheputzen war, ins Studio mitnahm, wo Rubén González auf dem Klavier den Song „Candela“ anspielte, den Ferrer auf Kuba populär gemacht hatte. Ferrer begann, dazu zu singen und Cooder bat ihn dann, diesen Song aufnehmen zu können.
Das von Cooder 1997 produzierte Album „Buena Vista Social Club“ wurde 1998 mit dem Grammy ausgezeichnet. Der weltweite Durchbruch als Solokünstler gelang mit „Buena Vista Social Club Presents Ibrahim Ferrer“, dem ersten Projekt in der Nachfolge des Buena-Vista-Social-Club-Erfolgs. Während der Aufnahmen entstand auch Wim Wenders’ Dokumentarfilm Buena Vista Social Club (1999), der die Popularität des BVSC und Ferrers nochmals erhöhte.
2004 schließlich erhielt er für sein Album „Buenos Hermanos“ den Grammy in der Kategorie „Best Traditional Tropical Latin Album“. Im Jahr 2000 bekam er den Latino Grammy in der Kategorie „Bester Nachwuchskünstler“.

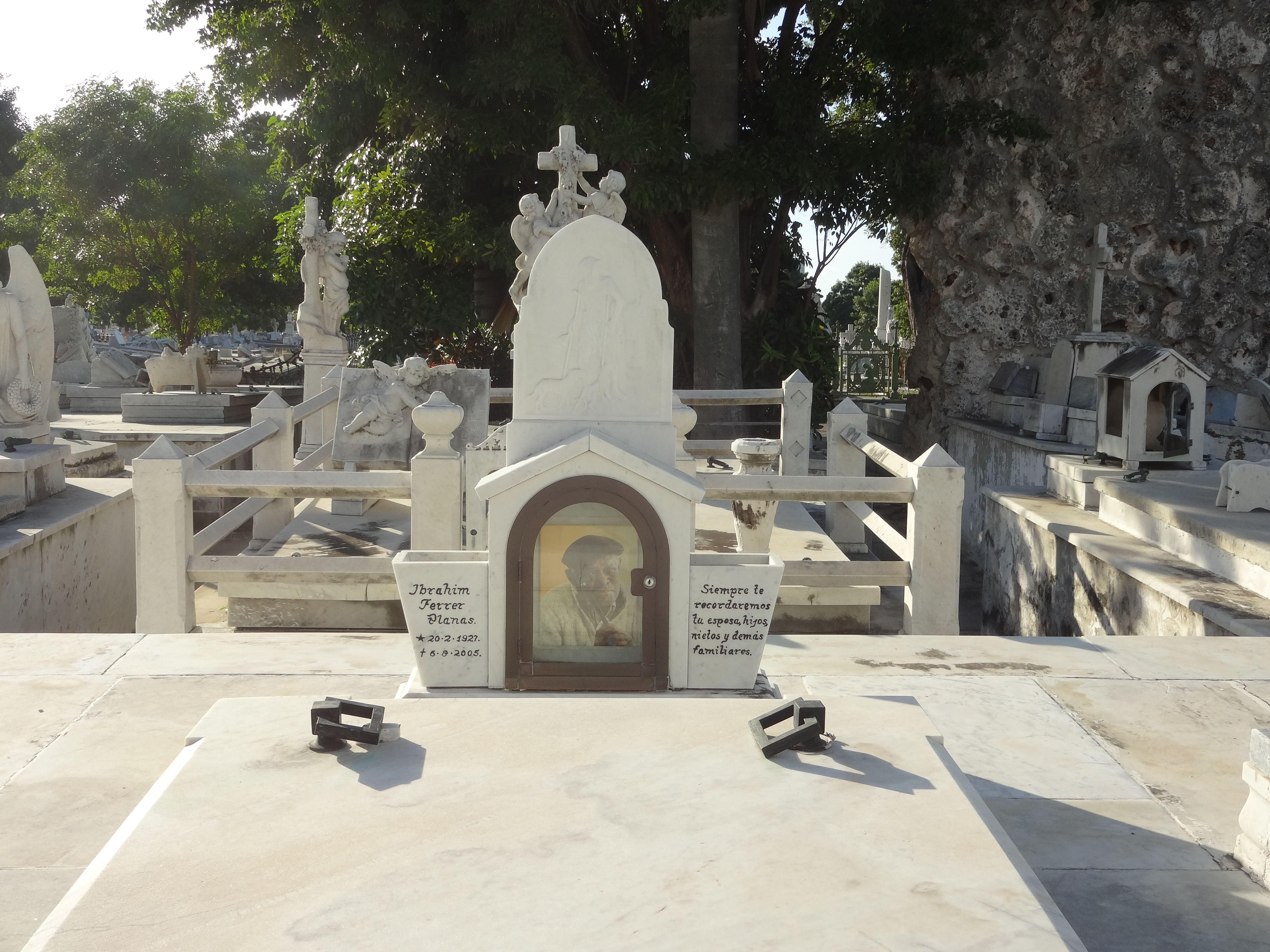
Grabstätte

Ferrer starb kurz nach der Rückkehr von einer Europa-Tour am 6. August 2005 in einer Klinik in Havanna an einem Lungenemphysem und wurde am 8. August auf dem Friedhof Cementerio Cristóbal Colón beigesetzt. Er hinterließ seine Frau Caridad Díaz.
Am 1. Dezember 2010 gaben „Buena Vista Social Club“ unter der Leitung von Ry Cooder ein Ehrenkonzert („Concert for Ibrahim Ferrer“) in Valencia (Spanien). Etwa 1500 Zuschauer waren eingeladen und feierten den Buena Vista Social Club ein letztes Mal.

## Diskografie

### Studioalben
| Jahr | Titel                                           | Höchstplatzierung, Gesamtwochen, AuszeichnungChartplatzierungen (Jahr, Titel, Platzierungen, Wochen, Auszeichnungen, Anmerkungen) | Höchstplatzierung, Gesamtwochen, AuszeichnungChartplatzierungen (Jahr, Titel, Platzierungen, Wochen, Auszeichnungen, Anmerkungen) | Höchstplatzierung, Gesamtwochen, AuszeichnungChartplatzierungen (Jahr, Titel, Platzierungen, Wochen, Auszeichnungen, Anmerkungen) | Höchstplatzierung, Gesamtwochen, AuszeichnungChartplatzierungen (Jahr, Titel, Platzierungen, Wochen, Auszeichnungen, Anmerkungen) | Höchstplatzierung, Gesamtwochen, AuszeichnungChartplatzierungen (Jahr, Titel, Platzierungen, Wochen, Auszeichnungen, Anmerkungen) | Anmerkungen                                                 |
| Jahr | Titel                                           | DE | AT | CH | UK | US | Anmerkungen                                                 |
| ---- | ----------------------------------------------- | --- | --- | --- | --- | --- | ----------------------------------------------------------- |
| 1999 | Buena Vista Social Club Presents Ibrahim Ferrer | DE2 Gold · (27 Wo.)DE | AT16 (16 Wo.)AT | CH12 Gold · (36 Wo.)CH | UK42 Gold · (4 Wo.)UK | US137 Gold · (16 Wo.)US | Erstveröffentlichung: 14. Mai 1999                          |
| 2003 | Buenos Hermanos                                 | DE36 (9 Wo.)DE | AT27 (11 Wo.)AT | CH18 (11 Wo.)CH | UK100 (1 Wo.)UK | — | Erstveröffentlichung: März 2003                             |
| 2006 | Rhythms del Mundo – Cuba                        | DE9 Platin · (35 Wo.)DE | AT55 (3 Wo.)AT | — | — | — | Erstveröffentlichung: 14. November 2006 mit Omara Portuondo |
| 2007 | Mi Sueño                                        | — | AT53 (2 Wo.)AT | CH59 (3 Wo.)CH | UK93 (1 Wo.)UK | — | Erstveröffentlichung: 26. März 2007                         |

Weitere Alben
- 1960: Mis tiempos con Chepín y su Orquesta Oriental
- 1982: Salsón
- 1999: Mi Oriente
- 2000: Tierra Caliente: Roots of Buena Vista
- 2002: Mis tiempos con Chepín y su Orquesta
- 2002: La Colección Cubana
- 2004: Que Bueno Está
- 2005: Ay, Candela